# Данлоп, Джек
Джек Данлоп (англ. Jack Dunlop), также известный как «Трёхпалый Джек» (англ. Three Fingered Jack), Джон Данлоп (англ. John Dunlop), Джесс Данлоп (англ. Jess Dunlop) и Джон Патерсон (англ. John Patterson) (около 1872, Техас, США — 24 февраля 1900, Тумстон, Территория Аризона, США) — преступник, объявленный вне закона на Диком Западе; наиболее известен как грабитель поездов и член банды High Fives, действовавшей в 1890-е годы на Территории Нью-Мексико, Территории Аризона, в Техасе и Мексике. Хотя самое известное его прозвище — «Трёхпалый Джек», не подтверждено, имел ли он всего лишь три пальца на одной руке.

## Биография
Данлоп родился в Техасе и в юности был ковбоем. Когда и где началась его преступная карьера, неизвестно, но впервые он был арестован после серии ограблений банков в 1893 году. Освободившись из тюрьмы в 1895 году, Данлоп примкнул к банде братьев Кристиан (High Fives Gang). После её ликвидации в 1898 году присоединился к банде Бёрта Алворда, Джорджа и Луи Оуэнсов, Билли Стайлза, Хуана «Браво» Йоаса и Боба Брауна. Банда начала грабить поезда в Аризоне. 9 сентября 1899 года банда похитила у Южно-Тихоокеанской железной дороги более 10 000 долларов США. Банда отцепила казначейский вагон, а затем взорвала сейф динамитом. Для их поимки был выслан окружной отряд во главе с шерифом Скоттом Уайтом, но преступники ускользнули от преследования, укрывшись в горах Чирикауа.
15 февраля 1900 года банда предприняла неудачную попытку ограбления поезда в Фэйрбэнке, который обслуживал Тумстон, штат Аризона. Офицер полиции Джефф Дэвис Милтон сопровождал поезд в качестве охранника. В ходе завязавшейся перестрелки Данлоп получил серьёзное ранение картечью в область живота, кроме того был ранен в плечо член банды Хуан Йоас. Милтон также был тяжело ранен в правую руку, но бандиты предпочли отступить. Преступники вскоре разделились, планируя встретиться за пределами города Контеншн-сити, штат Аризона.
Данлоп, оставшись один, вскоре потерял сознание от кровопотери и упал с лошади всего в нескольких милях от места ограбления. Он пролежал так четырнадцать часов, прежде чем окружной отряд нашёл его. Его доставили в Тумстон, где быстро судили и приговорили к смерти. 24 февраля 1900 года перед казнью он дал интервью местной газете The Prospector. Считается, что его казнил Уильям Д. Эллисон.
Джек Данлоп похоронен рядом с могилами Тома Мак-Лори, Фрэнка Мак-Лори и Билли Клэнтона на кладбище Бут-Хилл в Тумстоне, Аризона.